# Llibre dels àngels
Le Llibre dels àngels (en français : « Livre des Anges ») est un ouvrage littéraire écrit par Francesc Eiximenis l’année 1392 à Valence en catalan et dédié à Pere d'Artés. 
Il était Chancelier de l'Échiquier de la Couronne d'Aragon et très ami d'Eiximenis. Ce livre se compose de deux-cent un chapitres et est divisé en cinq traités.

## Information générale
Ce livre est un très complet étude sur l'angélologie mais avec beaucoup de réflexions politiques. Il fut peut-être le livre d’Eiximenis qui eut plus de succès. Il fut traduit au latin (c'est le seul ouvrage d’Eiximenis qui fut traduit à cette langue), à l'espagnol, au français, et même au flamand (possiblement ce livre fut le seul livre catalan médiéval traduit en cette langue). 
D'autre part l'une des éditions incunables françaises fut le premier livre imprimé à la cité suisse de Genève. On pourrait affirmer enfin que le livre Huitè (huitième) de son projet encyclopédique Le Chrétien (Lo Crestià) devrait avoir porté sur cette matière. Ce livre devrait avoir traité sur l'ordre et la hiérarchie, manifestés en strates. Eiximenis considère les anges comme l'une de ces strates, selon la mentalité théologique médiévale, qui apparait en ce sens dans les fameux Quattuor libri sententiarum (quatre Livres des Sentences de Pierre Lombard, dont le deuxième livre parle des anges. Eiximenis corrobore cela dans le chapitre 43 du Segon del Crestià (deuxième livre de Le Chrétien).

## Influence sur la cité et Royaume de Valence
Sans exagérer, on peut dire que ce livre influa décisivement à l’extension du culte et dévotion aux anges dans la cité de Valence et au Royaume de Valence. La même année de la composition du Llibre dels àngels (1392), le Consell General de València (Conseil général de Valence. C'était l'organe du gouvernement municipal) décida le 9 août la décoration de la Sala del Consell (Salle du Conseil) avec plusieurs figures, parmi lesquelles l'ange gardien. Ces culte et dévotion prospérèrent et s'étendirent les années suivantes. Ainsi donc, en 1411 on composa un office pour l’ange gardien de Valence, ce dont témoignent quelques bréviaires de cette époque. En 1446 on commença aussi à célébrer la fête annuelle de l’ange gardien, qu'on célébrait à la cathédrale de Valence avec certains rituels.

## Éditions numériques duLlibre dels Àngels

### Manuscrits
- Édition à la Biblioteca Virtual Joan Lluís Vives (Bibliothèque Virtuelle Joan Lluís Vives) du Ms. 86 du Fonds de Réserve de la Bibliothèque de l'Université de Barcelone. (ca)

### Incunables
- (ca) Édition à la Memòria Digital de Catalunya (Mémoire digitale de la Catalogne) de l'édition incunable de Joan Rosembach (Barcelone, 21 juin 1494).
- (es) Édition à la Biblioteca Digital Hispánica (Bibliothèque Digitale Hispanique) de l'édition incunable de la traduction à l'espagnol, imprimée par Fadrique de Basilea (Burgos, 15 octobre 1490.
- (fr) Édition à la Gallica (documents et livres digitalisés de la Bibliothèque nationale de France) de l'édition incunable de la traduction au français, imprimée à Genève par Adam Steinschaber le 24 mars 1478
- (fr) Édition à la Bibliothèque digitale de l'Université de Liège de l'édition incunable de la traduction au français, imprimée à Lyon par Guillaume Le Roy le 20 mai 1486.

### Éditions anciennes
- (es) Édition à la Biblioteca Virtual Joan Lluís Vives ((Bibliothèque Virtuelle Joan Lluís Vives) de la traduction à l'espagnol, imprimée par Miguel de Eguía en Alcalá de Henares le 28 janvier 1527.

### Éditions modernes
- (ca) De Sant Miquel arcàngel, édition du cinquième traité du Llibre dels Àngels. Introduction, édition et annexes par Curt Wittlin (Barcelona. Curial Edicions Catalanes. 1983. 177 pp). (ca)
- Edició crítica del 'Libre dels àngels' (1392) de Francesc Eiximenis. Catàleg de mss., índexs d'autors, bíblic i temàtic, Thèse de doctorat de Sergi Gascón Urís (Universitat Autònoma de Barcelona. 1992, 931 pp.; éd. en microfiches, UAB 1993)

### LeLlibre dels Àngelsdans les œuvres complètes en ligne
- Œuvres complètes de Francesc Eiximenis (en catalan et en latin).

### Traductions en français moderne
- Saint Michel Archange, traduction du cinquième traité du Llvre des Ànges par Patrick Gifreu, Éditions de la Merci, 2015, 210 p  (ISBN 979-10-91193-07-8)
- Anges et démons, traduction du quatrième traité du Livre des Anges par Patrick Gifreu, Éditions de la Merci, 2018, 236 p.  (ISBN 979-10-91193-12-2)